# Шмелёв, Иван Дмитриевич
Иван Дмитриевич Шмелёв (1912—1960) — советский эстрадный певец. Лауреат II Всесоюзного конкурса артистов эстрады (Москва, 1946).

## Биография
Родился 1 (14 июня) 1912 года в Воронеже в семье рабочего-клепальщика с паровозоремонтного завода Дмитрия Семёновича и домработницы в услужении Елизаветы Петровны Шмелёвых.
Окончив семилетку и фабрично-заводское училище, работал слесарем на паровозоремонтном заводе (с 1929 года — имени Ф. Э. Дзержинского). Участвовал в заводском агитационном эстрадном коллективе «Синяя блуза», после распада которого был направлен на обучение вокалу в Воронежский музыкальный техникум (ныне — Воронежский музыкальный колледж имени Ростроповичей), который окончил в 1935 году по классу И. И. Березнеговского. Затем проходил обучение в МГК имени П. И. Чайковского на отделении сольного пения в классе профессора К. Н. Дорлиак. Как обладатель редкого по красоте мягкого теплого тембра голоса, будучи студентом последнего курса, был принят на службу в музыкальный театр им. Немировича-Данченко, где исполнил ряд заглавных партий.
Выступал на эстраде, исполняя русские народные песни и лирические песни советских авторов, джаз-композиции. В 1940 году был призван в РККА в качестве солиста Ансамбля песни и пляски НКВД СССР под управлением С. И. Юткевича; с этим коллективом выступал на фронтах Великой Отечественной войны. В его репертуаре были песни «Тёмная ночь», «Шумел сурово Брянский лес», «Заветный камень» и знаменитая «Три танкиста». Был первым исполнителем песен «Казаки в Берлине», «Мне бесконечно жаль», «Тропки-дорожки», «О герое», «Ходили мы походами», «Как у Волги у реки», «Это было в Краснодоне», «Ленинские горы», «Сормовская лирическая» (на радио), «О фонарике», «Эх, дороги…» и «Песенки про чибиса».
В послевоенные годы Иван Шмелев исполнял советские песни, сначала как солист Всесоюзного радио (ныне — Радио-1), позже — Гастрольбюро СССР (ныне — Госконцерт). Побывал с концертами во многих городах страны, также гастролировал за рубежом.
Умер 30 мая 1960 года в Москве. Похоронен в колумбарии Донского монастыря.

## Семья
- жена — Анастасия Александровна Немитц (19.02.1919 — 22.12.2002), дочь вице-адмирала Александра Васильевича Немитца и племянница русского художника Михаила Александровича Врубеля.
  - сын — Дмитрий Иванович Шмелёв, музыкант, окончил факультет хорового дирижирования, кафедра Серафима Попова, хормейстер.
    - внучка — Юлия Дмитриевна Шмелёва, альтистка в камерном оркестре Musica Viva, замужем за художественным руководителем и главным дирижёром оркестра, виолончелистом, народным артистом России А. И. Рудиным.
      - правнучка — София Рудина, учится в музыкальной школе при Московской консерватории по классу скрипки.

    - внучка — Дарья Дмитриевна Михайлова, воспитатель детского сада.
      - правнучка — Александра Михайлова, поет в старшей группе Большого детского хора имени В. С. Попова.